# Tamara Seur
Tamara Seur (Tilburg, 28 juni 1974) is een Nederlandse verslaggever en voormalig televisiepresentator van het NOS Jeugdjournaal.

## Biografie
Seur groeide op in Castricum. Ze wilde in eerste instantie rechercheur bij de politie worden, maar ging uiteindelijk na haar studie Psychologie als journalist werken. 
Seur begon haar journalistieke carrière bij Cameo Media, waar ze voor de afdeling NewsBites eindredacteur voor nieuwsonderwerpen op het internet was. Sinds 2002 werkte  Seur voor het NOS Jeugdjournaal. Vanaf 2004 tot 2021 was zij te zien als verslaggever, en van 3 januari 2006 tot 19 december 2021 ook als presentatrice. Sinds 2022 is zij als talentscout op zoek naar de beste journalisten voor de NOS.